# Pollenia grunini
Pollenia grunini är en tvåvingeart som beskrevs av Knut Rognes 1988. Pollenia grunini ingår i släktet vindsflugor, och familjen spyflugor. Inga underarter finns listade i Catalogue of Life.